# Dolmen von Kerlutu
Der Dolmen von Kerlutu (auch Pierre Gisante oder Roch Clour genannt) liegt westlich von Belz bei Auray im Département Morbihan in der Bretagne in Frankreich. Dolmen ist in Frankreich der Oberbegriff für Megalithanlagen aller Art (siehe: Französische Nomenklatur).

## Beschreibung
Der kleine rechteckige Dolmen liegt noch in seinem Cairn mit einer Kammer von 2,5 × 2,0 m ohne Gang. Die gemischte Unterkonstruktion besteht aus Platten und Trockenmauerwerk. Er ist mit seinem Deckstein bedeckt.
In der Nähe liegen die Dolmen von Kerhuen und der Dolmen von Kerguéran.  